# Negarayu
Negarayu is een bestuurslaag in het regentschap Brebes van de provincie Midden-Java, Indonesië. Negarayu telt 2001 inwoners (volkstelling 2010).